# Iron River (Michigan)
Iron River è un comune degli Stati Uniti d'America, situato nello Stato del Michigan, nella Contea di Iron.